# 李八帝廟
21°06′26″N 105°57′37″E / 21.10722°N 105.96028°E
李八帝廟（越南语：／，發音：[ʔɗen˨˩ li˧˦ ʔɓaːt̚˧˦ ʔɗe˧˦]），又名都廟（／，[ʔɗen˨˩ ʔɗo˧˧]），原名古法殿（／，[ko˧˩ faːp̚˧˦ ʔɗiən˧˨ʔ]），位於越南北寧省慈山市亭榜坊。
古法殿始建於李朝時期。1030年，李太宗在天德府建立古法殿，作為宗廟來使用。
李八帝廟中祭祀有李太祖、李太宗、李聖宗、李仁宗、李神宗、李英宗、李高宗、李惠宗八位李朝帝王。此外，右廳附祀文衹神李道成、蘇憲誠，左廳附祀武衹神李常傑、黎奉曉、陶甘沐。
1991年1月25日，李八帝廟被越南文化體育觀光部列為歷史文化遺產。

## 图册

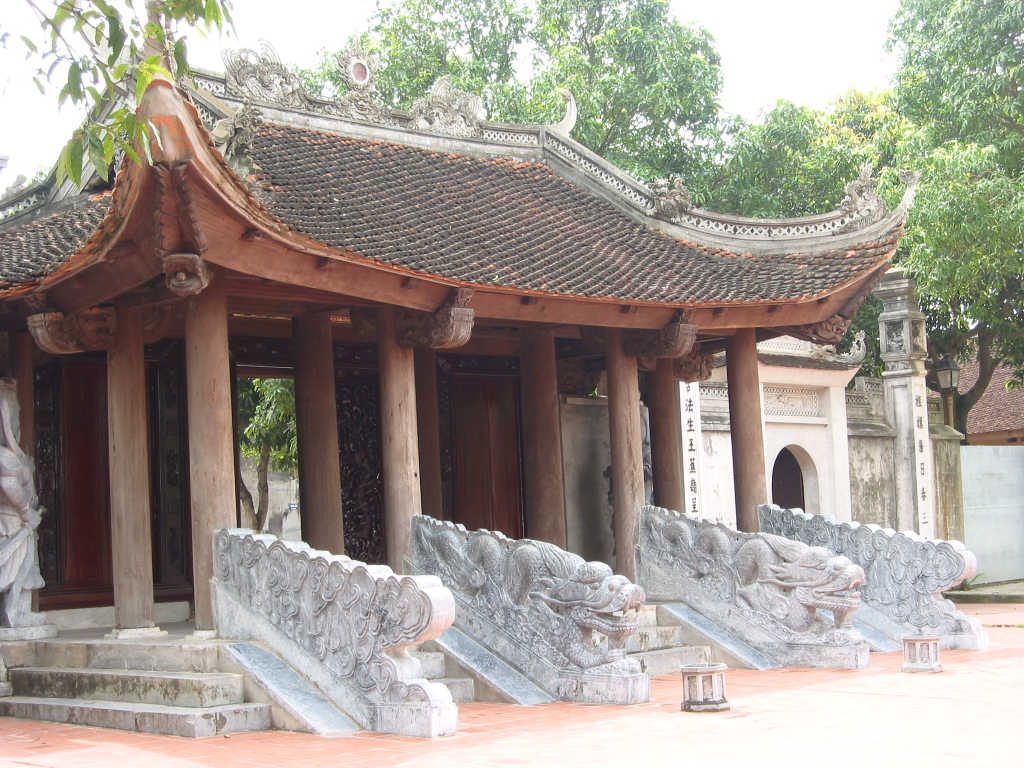
五龙门
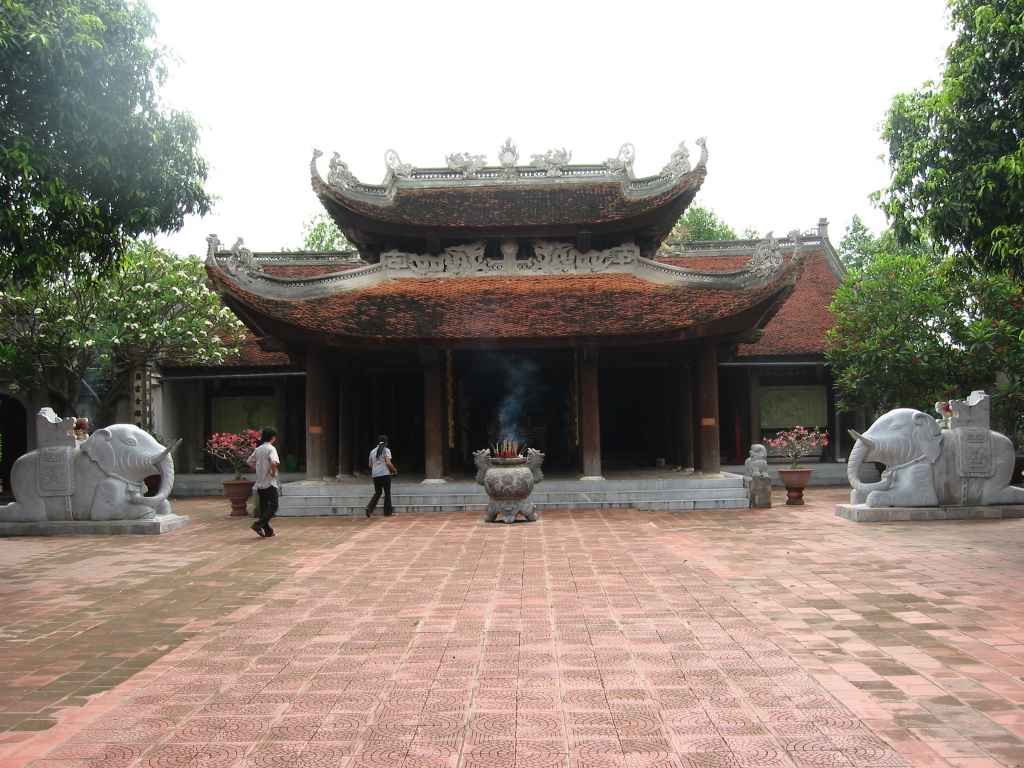
主殿（都庙）
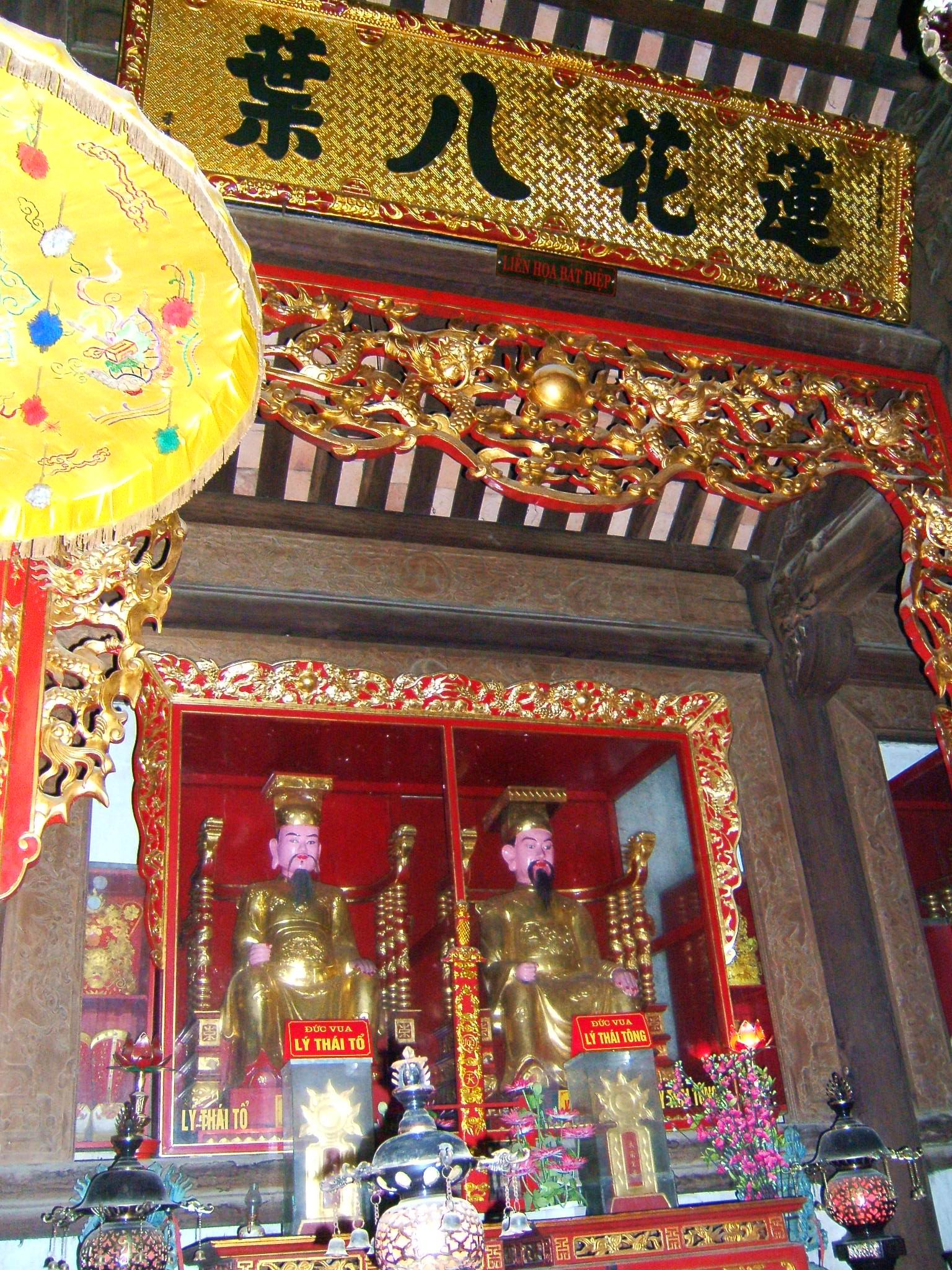
李太祖、李太宗像
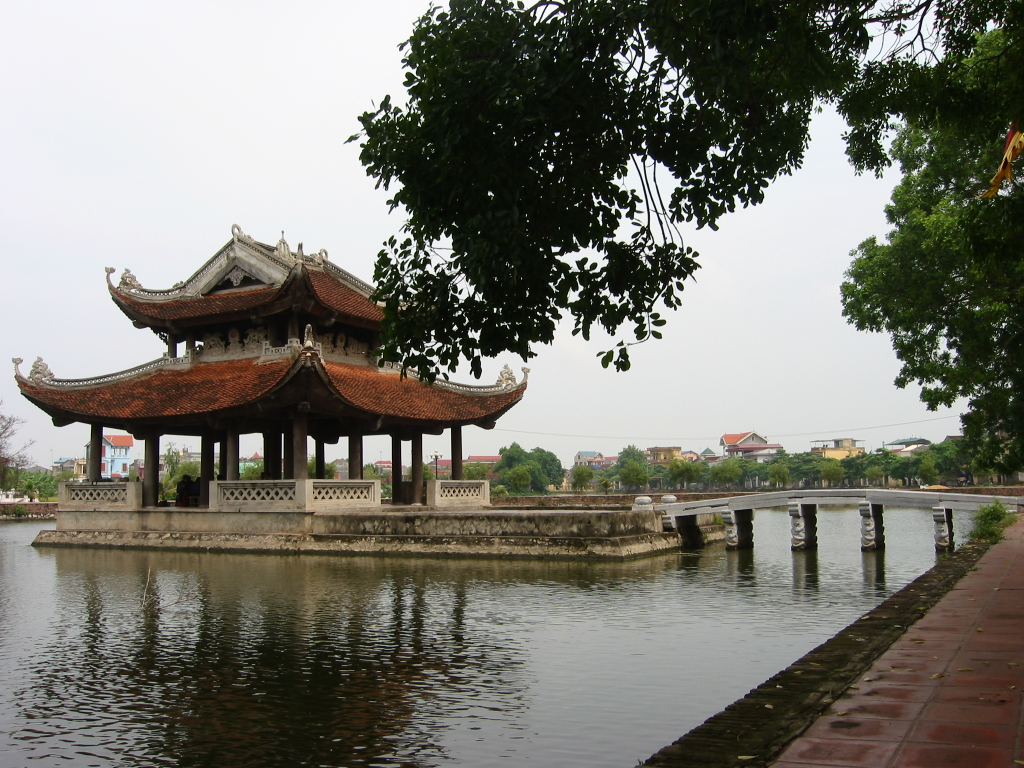
水亭